# 斯普林希爾 (明尼蘇達州)
斯普林希爾（英語：Spring Hill）是一個位於美國明尼蘇達州斯特恩斯縣的城市。

## 人口
根據2020年美國人口普查的數據，斯普林希爾的面積為1.88平方千米，皆為陸地。當地共有人口68人，而人口密度為每平方千米36人。